# Klaus von See
Klaus von See, född 10 augusti 1927 i Altendorf (Brome) i Niedersachsen, död 30 augusti 2013 i Frankfurt am Main, var en tysk historiker, rättshistoriker, filolog och forskare kring den tyska och nordiska medeltiden. Han var professor i Goethe universitetet i Frankfurt am Main.

## Utmärkelser
Klaus von See var riddare av Dannebrogorden, Honorary Life Member i Viking Society for Northern Research i London och mottagare av  isländska falkorden riddarkorset.

## Skrifter (i urval)

### Auktor
- Altnordische Rechtswörter. Philologische Studien zur Rechtsauffassung und Rechtsgesinnung der Germanen (Hermaea/N.F.; Band 16). Niemeyer, Tübingen 1962 (Habilitationsskrift).
- Germanische Verskunst (Samling Metzler). Metzler, Stuttgart 1967.
- Deutsche Germanen-Ideologie. Vom Humanismus bis zur Gegenwart. Athenäum-förlag, Frankfurt/M. 1970.
- Germanische Heldensage. Stoffe, Probleme, Methoden; eine Einführung. 2:a uppl. VG Athenaion, Wiesbaden 1981, ISBN 3-7997-7032-1 (EA Wiesbaden 1971).
- Barbar, Germane, Arier. Die Suche nach der Identität der Deutschen. Winter förlag, Heidelberg 1994, ISBN 3-8253-0210-5.
- Kommentar zu den Liedern der Edda. Winter förlag, Heidelberg 1997–2012 (7 bind, tillsammans med Beatrice La Farge, Katja Schulz etc.).
- Europa und der Norden im Mittelalter. Winter förlag, Heidelberg 1999, ISBN 3-8253-0935-5.
- Die Göttinger Sieben. Kritik einer Legende (Beiträge zur neueren Literaturgeschichte/3; Band 155). 3:e uppl. Winter förlag, Heidelberg 2000, ISBN 3-8253-1058-2 (EA Heidelberg 1997).
- Freiheit und Gemeinschaft. Völkisch-nationales Denken in Deutschland zwischen Französische Revolution und Erster Weltkrieg. Winter förlag, Heidelberg 2001, ISBN 3-8253-1217-8.
- Königtum und Staat im skandinavischen Mittelalter. Winter förlag, Heidelberg 2002, ISBN 3-8253-1378-6 (Dissertation, Hamburgs universitet).
- Texte und Thesen. Streitfragen der deutschen uns skandivavischen Geschichte. Winter förlag, Heidelberg 2003, ISBN 3-8253-1433-2 (med en inledning från Julia Zernack).
- Ideologie und Philologie. Aufsätze zur Kultur- und Wissenschaftsgeschichte (Frankfurter Beiträge zur Germanistik; Band 44). Winter förlag, Heidelberg 2006, ISBN 3-8253-5221-8.

### Utgivare
- Neues Handbuch der Literaturwissenschaft. VG Athenaion, Wiesbaden 1972ff (25 band).
- Die Strindberg-Fehde. Suhrkamp, Frankfurt/M. 1987, ISBN 3-518-38508-9.
- Victor Hehn: Olive, Wein und Feige. Kulturhistorische Skizzen. Insel-förlag, Frankfurt/M. 1992, ISBN 3-458-33127-1.
- Heinrich Luden, Johanna Schopenhauer: Schlacht von Jena und Auerstedt und die Plünderung Weimars im Oktober 1807. Winter förlag, Heidelberg 2007, ISBN 978-3-8253-5268-4 (tillsammans med Helena Lissa Wiessner).

### Översättare
- Das Jütsche Recht. Waldemar II. König von Dänemark („Den jyske lov“). Böhlau, Weimar 1960 (översatt från gammaldansk till tyska).